# スジユムシ
スジユムシ（学名：Ochetostoma erythrogrammon）は、ユムシ動物に属する動物の一つ。緑の吻と赤っぽい胴を持つ。

## 特徴
体長は、大きいものでは6cm程度に達する。ただしとてもよく伸び縮みする。特に吻部はよく伸びる。全体に柔らかく透明感のある動物。体は吻と胴体部に分かれ、その間ではっきりくびれる。
吻は胴体より幅が狭く、縮んだときはごく短くなるが、伸びると胴体の長さに近いくらいになる。内側面を内側に巻き込んだ円筒形をしており、先端部がやや広がる。色は藁色で側面が薄い緑色になる。
胴部は円筒形で、後端は狭まって少しとがる。半透明で赤みを帯びるが、これは体液の色が透けて見えるためである。体表面には縦に破線のようになった多数の稜がある。
雌雄異体だが、外見では性別は全く区別がつかない。一対の腹剛毛があり、腎管はその前に一対、その後方に二対ある。ただし個体変異があるとのこと、和歌山県産のものでは数が少ないことが報告されている。

## 生育環境と習性
海岸性の動物で、潮間帯から生息する。日本では潮間帯の転石の下や岩の隙間から発見されており、特定の巣穴は持っていない。久保田(2006)は転石の下に体を置いて、吻のみを伸ばして餌を食べるのだろうと述べている。しかしシンガポールや香港では砂泥質の海岸に生息し、U字型の巣穴を作り、その中に潜むという。台湾でもサンゴ砂の深さ15-18cmから得られるというので、ほぼ同様らしい。
取り出して水槽の底などに置くと、吻を伸ばしてゆっくりと這うことができる。

## 分布
太平洋、インド洋、地中海に広く分布する。日本では本州南岸以南、南西諸島に分布する。
西村(1992)には奄美以南としており、西川他(1995)は和歌山県南部での採集記録を報告し、この時点で奄美群島以北の初記録としている。西川らは、標本での同定が不十分なものを含めて4個体が1993年から95年にかけて採集されており、それらの中には繁殖可能な大きさに達しており、実際に性的成熟が確認できた個体もあることから、定着している可能性もあると考えている。ただし分布に飛躍があることでもあり、生態的な問題もあるので、今後のより広範囲な分布や生態などの研究が必要と述べている。
ちなみに、2頭目の採集個体は、ヨロイイソギンチャクに飲み込まれていたものを取り出したものである。つまりこのような動物が天敵となっているらしい。

## 分類
この属は世界に25種が知られ、これはこの類中で最大である。しかし日本からはこの種しか知られていない。